# LOVE COOK
LOVE COOK是大塚愛的第三張原創專輯，2005年12月14日發行。

## 收錄曲目
- 全碟作曲及填詞：愛
- 編曲：愛×Ikoman
- 弦樂團編曲：弦一徹（#2&6）、Crusher木村（#7）
- 銅管樂器編曲：水江洋一郎（#9）

### CD
「CD ONLY」，「CD+DVD」，「CD＋寫真」（初回限量），「CD＋繪本」（初回限量）等四種包裝發行。
1. 5:09a.m. - 2:52
2. 有翅膀的蛋（羽ありたまご） - 4:58
3. 彈珠（ビー玉） - 4:06
第8張雙主打單曲
4. SMILY（笑嘻嘻） - 3:33
第8張雙主打單曲
5. U-Boat（U-ボート） - 4:42
6. 貓與氣球（ネコに風船） - 5:13
第9張單曲
7. Cherish（珍愛） - 4:51
「LOVE for NANA～Only 1 Tribute～」收錄曲。「music.jp」電視廣告歌
另收錄於第一張精選輯『愛 am BEST』的第8首
8. 泡麵3分鐘作法（ラーメン3分クッキング） - 3:00
9. 東京午夜（東京ミッドナイト） - 4:56
10. 星象儀（プラネタリウム） - 510
第10首單曲。「日劇『流星花園』」形象歌曲。
11. Birthday Song - 3:50
12. LOVE MUSiC - 4:30
另收錄於第一張精選輯『愛 am BEST』。

### DVD
1. 彈珠（Music Clip）
2. Cherish (Music Clip)